# Mats Nilsson
Mats Nilsson   (17 de març de 1969), conegut familiarment com a Lappen i Super Mats, és un antic pilot de motociclisme suec que va destacar en competicions de motocròs i enduro. Al llarg de la seva carrera va guanyar cinc Copes del món de motocròs per a veterans, nou campionats de Suècia de motocròs i dos d'enduro, a més de nombroses proves de prestigi com ara la Gotland Grand National i la Novemberkåsan.

## Biografia
Nilsson va començar a competir en motocròs i el 1988 en guanyà el campionat de Suècia Júnior (JSM). Els anys 1996 i 1998 va guanyar el campionat en la categoria màxima, concretament en les cilindrades de 125cc i 500cc. El 2001 va patir una greu lesió al genoll durant una cursa, però se'n recuperà i el 2002 ja va guanyar dues proves d'enduro importants: la Gotland Grand National i la Ränneslättsloppet. El 2003 va guanyar el seu primer campionat de Suècia d'aquesta modalitat.
El 2004, Mats Nilsson va fer el que només un pilot havia fet abans: guanyar la Gotland Grand National, la Ränneslättsloppet i la Novemberkåsan a la mateixa temporada. El 2005 va guanyar el seu segon campionat de Suècia d'enduro.
L'any 2006 va ser el més reeixit de la seva carrera, ja que va guanyar dos campionats de Suècia de motocròs (MX1 i MX3) i va repetir la triple victòria a la Ränneslättsloppet, Gotland Grand National i Novemberkåsan. Cap altre pilot no ha igualat aquest èxit. Gràcies a les seves tres victòries seguides a la Novemberkåsan (2004 a 2006), Nilsson en té la copa ("kåsan") en propietat, així com la stora vandringshylsan ("gran màniga de marxa") de la Gotland Grand National.
El 2007, Nilsson va tornar a guanyar dos campionats de Suècia de motocròs en una temporada i va arrodonir l'any amb dues victòries més: Gotland Grand National i Ränneslättsloppet. El 2009 va guanyar la seva primera Copa del Món de motocròs per a veterans, un campionat instaurat per la FIM el 2006. Des d'aleshores fins al 2016 en va guanyar un total de cinc. El 2019, a 50 anys, va guanyar el campionat de Suècia d'enduro per equips al costat de Stefan Olsson i Isak Gifting, del club SMK Dala.

## Vida personal
Mats Nilsson viu a Dala-Järna, al comtat de Dalarna, i té dues filles, Wilma i Ellen. Juntament amb el seu germà Leif regenta una empresa de maquinària per a la indústria de la construcció. Competeix en motociclisme pel club del seu poble, l'SMK Dala Falun.

## Palmarès
Motocròs
- 5 Copes del món de motocròs veterans (2009-2010, 2013, 2015-2016)
- 9 Campionats de Suècia de motocròs:
  - 1 Júnior (1988)
  - 1 12Scc (1996)
  - 1 500cc (1998)
  - 3 MX1 (2006-2008)
  - 3 MX3 (2006-2008)

Enduro
- 3 Campionats de Suècia d'enduro:
  - 1 4T (2003)
  - 1 E1 (2005)
  - 1 per equips (2019)
- 3 Victòries a la Novemberkåsan (2004-2006)
- 8 Victòries a la Gotland Grand National (1997, 2002, 2004, 2006-2010)
- 5 Victòries a la Ränneslättsloppet (2002, 2004-2007)